# Gonzalagunia dodsonii
Gonzalagunia dodsonii är en måreväxtart som beskrevs av John Duncan Dwyer. Gonzalagunia dodsonii ingår i släktet Gonzalagunia och familjen måreväxter. IUCN kategoriserar arten globalt som akut hotad.
Artens utbredningsområde är Ecuador. Inga underarter finns listade i Catalogue of Life.